# リュウキュウガモ属
リュウキュウガモ属（リュウキュウガモぞく、Dendrocygna）は、鳥綱カモ目カモ科に含まれる属。

## 分布
アフリカ大陸、北アメリカ大陸、南アメリカ大陸、ユーラシア大陸、西インド諸島、インドネシア、オーストラリア、スリランカ、パプアニューギニア、マダガスカル

## 形態
最大種はハシグロリュウキュウガモ。全長48-56センチメートル。翼長23-27センチメートル。最小種はリュウキュウガモ。全長41センチメートル。翼長17-20.4センチメートル。頸部は長い。尾羽は小型。翼は大型で幅広い。
後肢は長く、胴体の後方に位置する。趾が長く、樹上に止まることができる。
卵の殻は白い。

## 分類
- Dendrocygna arborea　ハシグロリュウキュウガモ　West Indian whistling duck
- Dendrocygna arcuata　オオリュウキュウガモ　Wandering whistling duck
- Dendrocygna autumnalis　アカハシリュウキュウガモ　Red-billed whistling duck
- Dendrocygna bicolor　アカリュウキュウガモ　Fulvus whistling duck
- Dendrocygna eytoni　カザリリュウキュウガモ　Plumed whistling duck
- Dendrocygna gutata　シラボシリュウキュウガモ　Spotted whistling duck
- Dendrocygna javanica　リュウキュウガモ　Indian whistling duck
- Dendrocygna viduata　シロガオリュウキュウガモ　White-faced whistling duck

## 生態
湖沼、池、河川、マングローブ林、河口などに生息する。後肢が胴体の後方に位置するため、地表ではやや直立した姿勢をとる。本属の構成種の英語圏での呼称whistling duckや、本属の別名フエフキガモは鳴き声が口笛（whistling）のように聞こえることに由来する。種によって程度が異なるが樹上に止まることが、英語圏での呼称tree duckの由来になっている。
食性は植物食傾向の強い雑食で、果実、種子などを食べる。
繁殖形態は卵生。雌雄が同じ行動で求愛する。アシなどの茂みや樹洞に巣を作ったり、他の鳥類の古巣を利用する。巣材には綿羽を使わない。オスも抱卵や育雛を行うこともある。

## 人間との関係
開発や干拓による生息地の破壊、乱獲などにより生息数は減少している種もいる。

## 画像

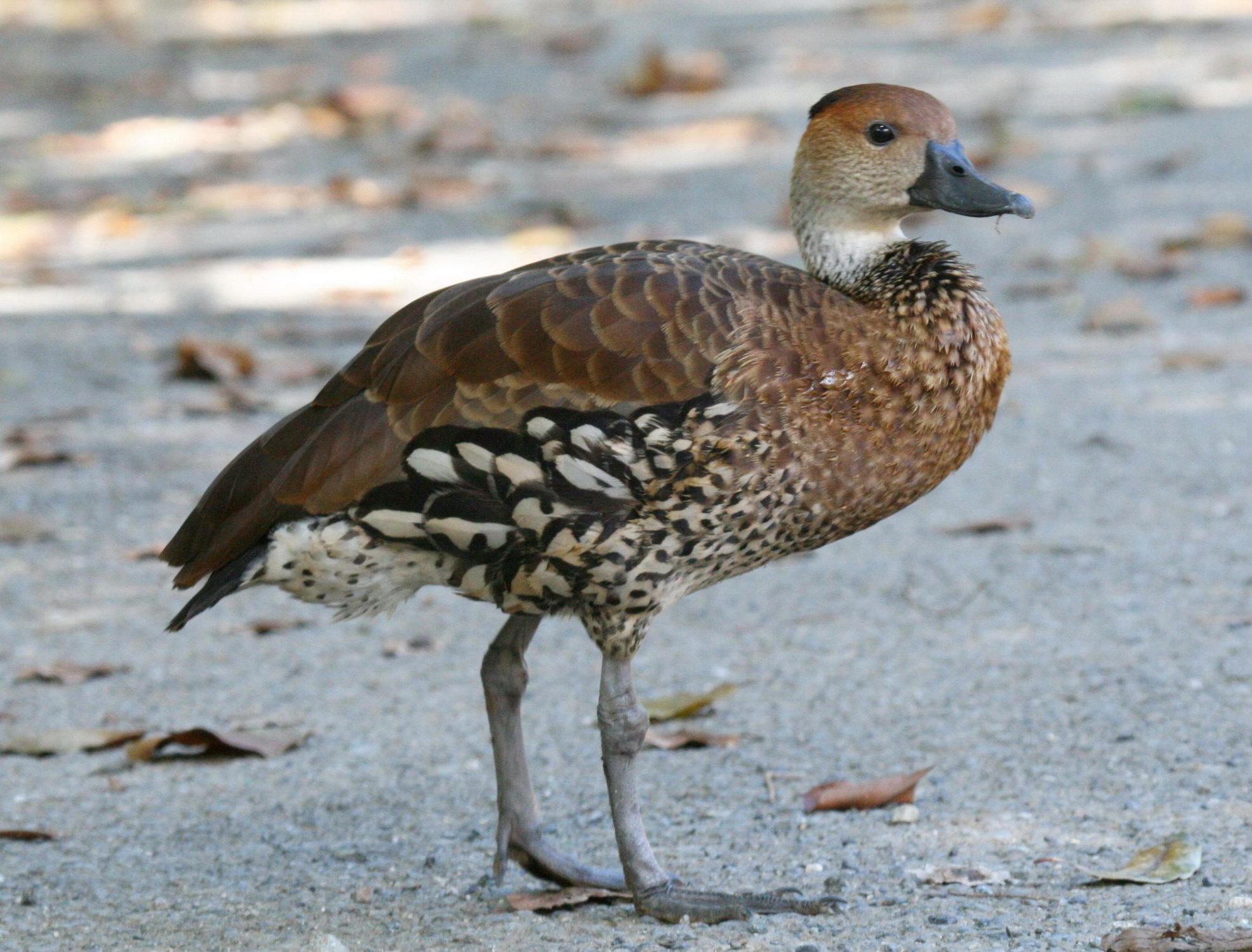
ハシグロリュウキュウガモ D. arborea
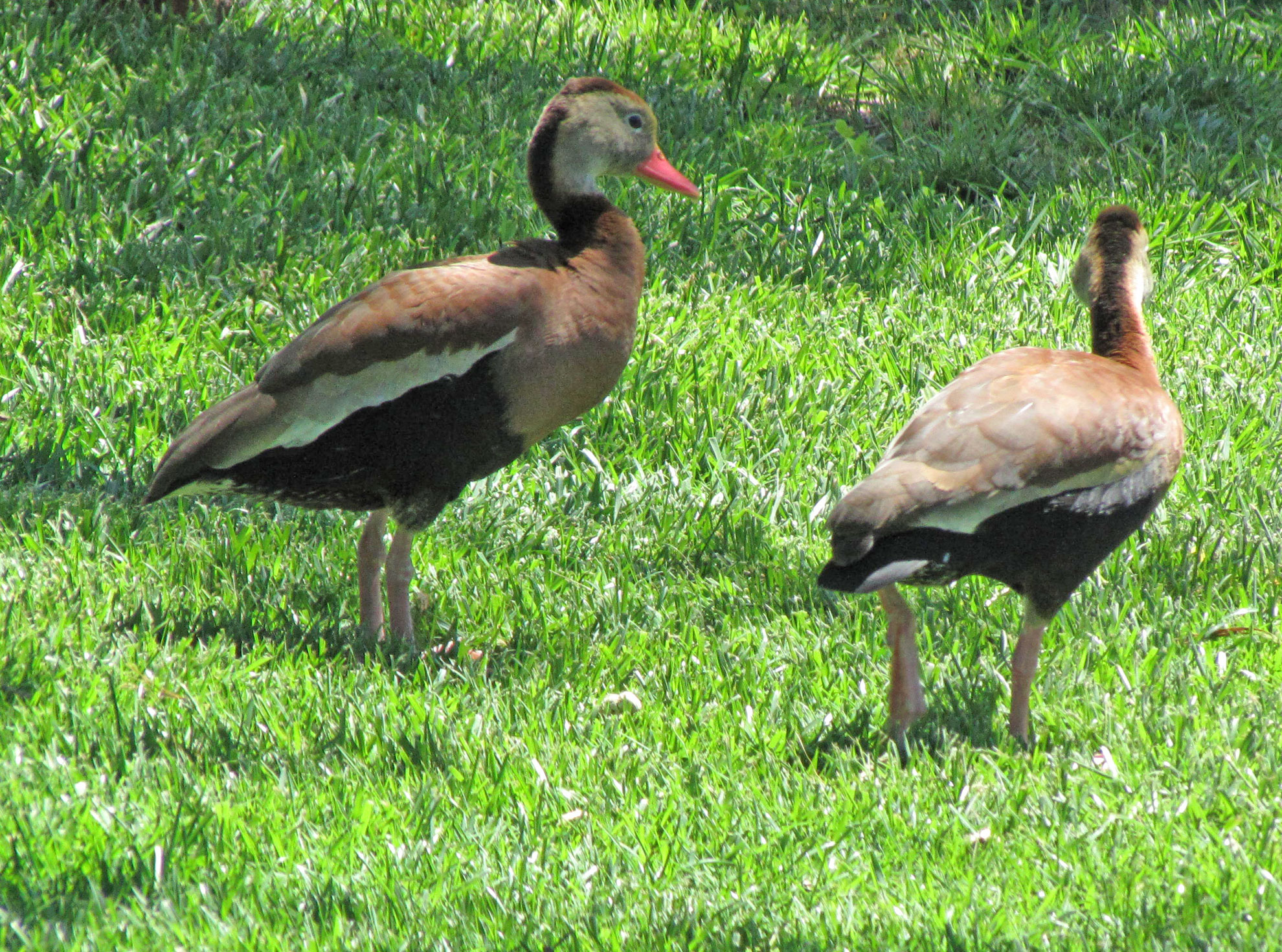
アカハシリュウキュウガモ D. autumnalis
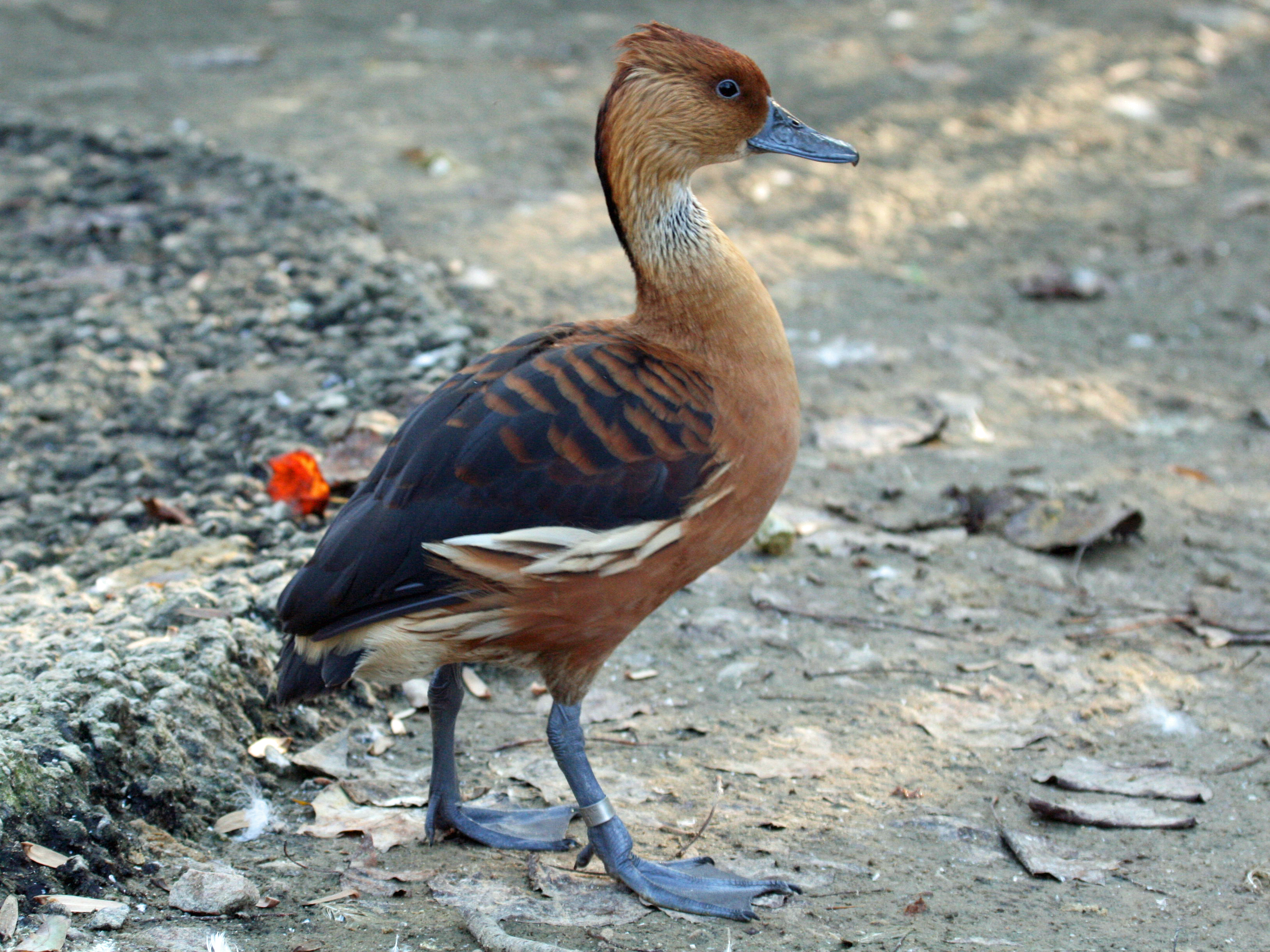
アカリュウキュウガモ D. bicolor
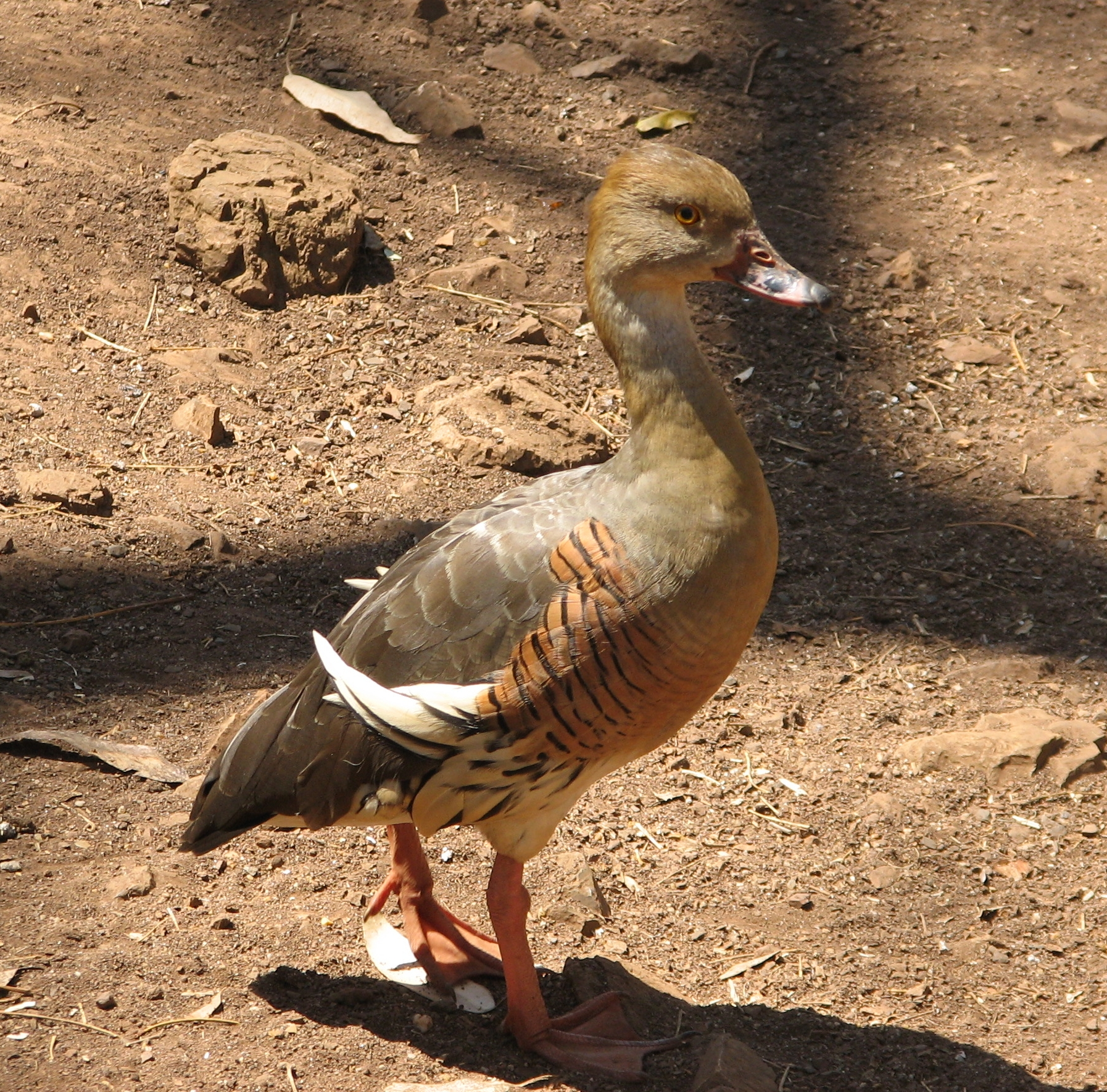
カザリリュウキュウガモ D. eytoni
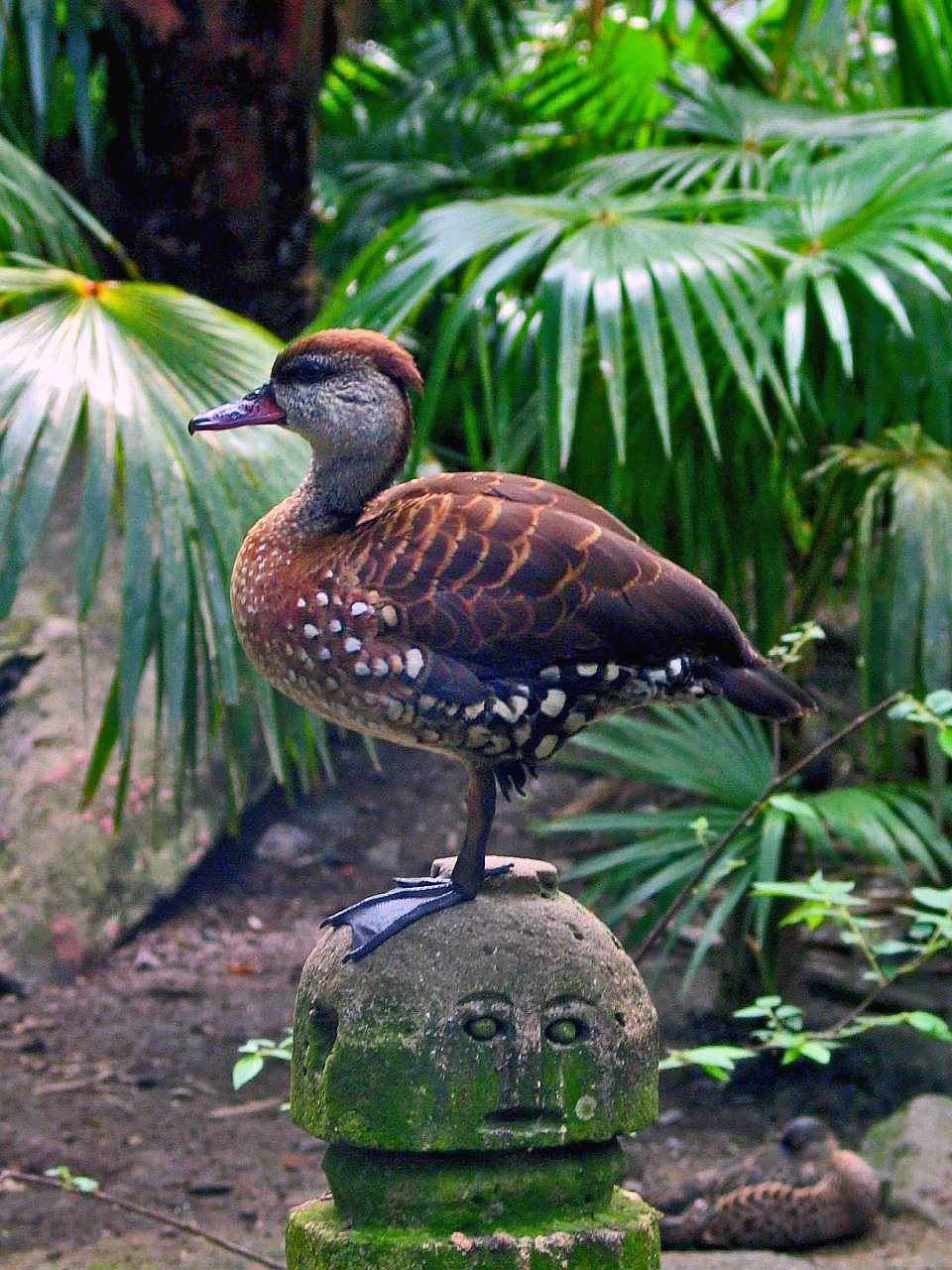
シラボシリュウキュウガモ D. gutata
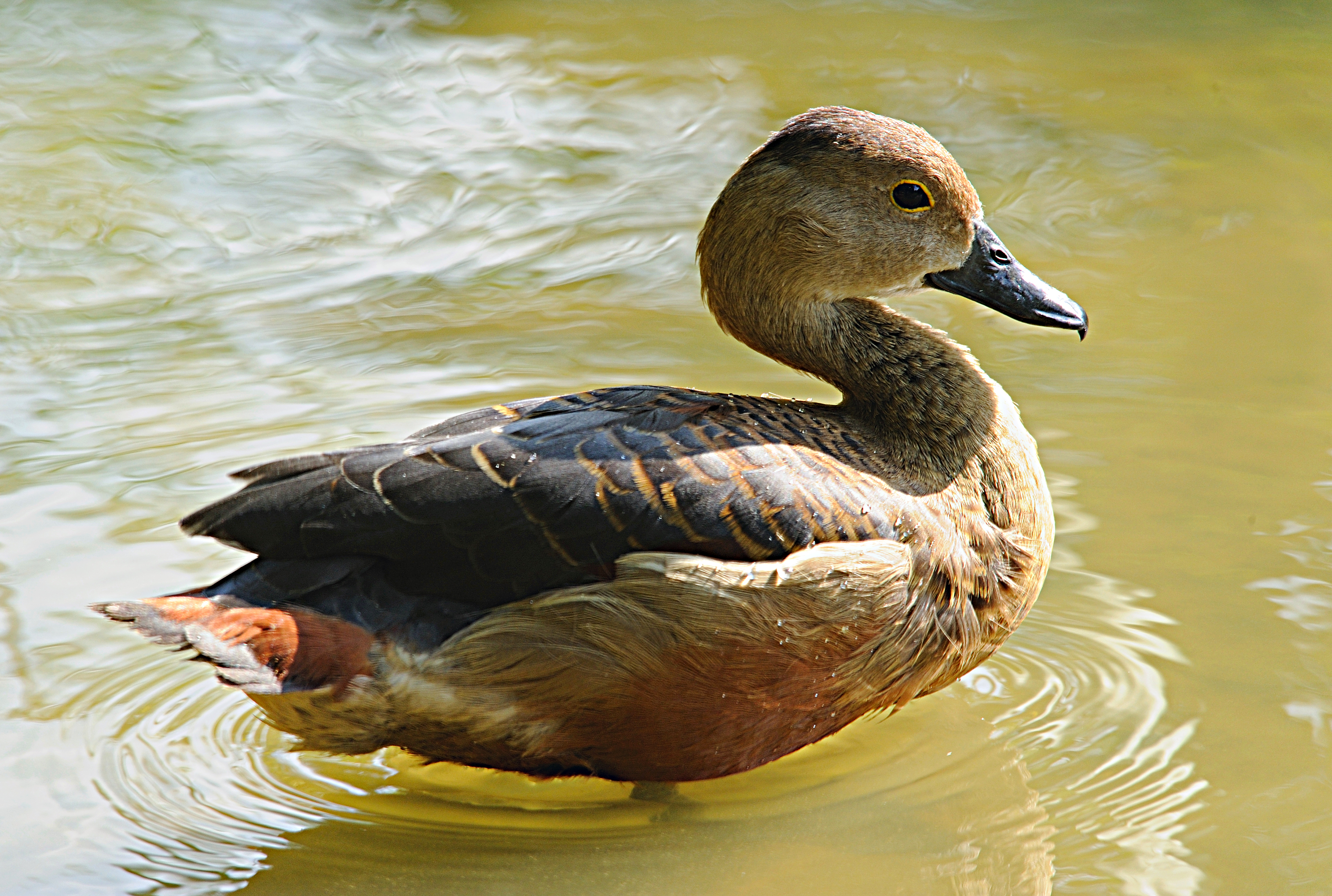
リュウキュウガモ D. javanica
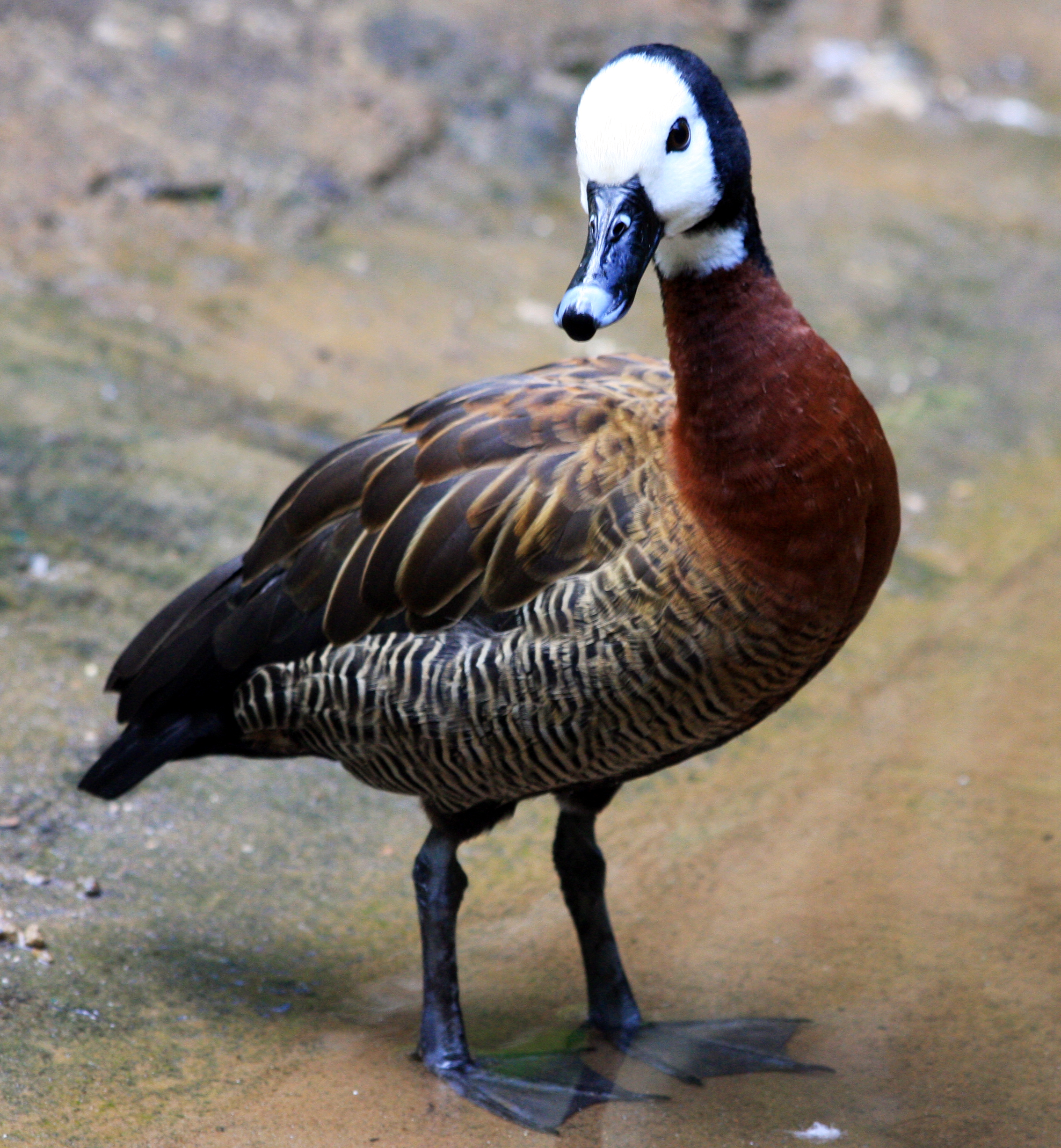
シロガオリュウキュウガモ D. viduata